# Policía Nacional Fútbol Club
El Policia Nacional Fútbol Club es un club de fútbol Hondureño con sede en la ciudad de La Paz, departamento homónimo. Representa a la Policía Nacional de Honduras y juega en la Liga Nacional de Honduras desde la temporada 2025-26 luego de su fusión con el Génesis. 
Por cuestiones de logística y no poder hacer el cambio legalmente participará en la temporada 2025-26 de la Liga Nacional con el nombre de Génesis FC

## Historia
Fue fundado en 2023 como una iniciativa comunitaria debido a que en la ciudad de La Paz se encuentra la Academia Nacional de Policia (ANAPO) y fue inscrito en liga mayor.

### Participación En Liga de Ascenso
En el 2024 consiguen la franquicia del Sabá FC en la Liga de Ascenso y son inscritos en el Grupo E conformado por el Club Atlético Independiente, el Inter El Triunfo, el C.D Pirata, el AFFI Academia y el recién ascendido Real Tegus, finalizando 4 en su primer torneo.

### Participación en primera
En mayo de 2025 se anunció la fusión del club con el Génesis de Comayagua; posteriormente se anunció que el Génesis desaparecería, dejándole así la categoría en primera división al club policial que tendrá su primera participación en la Liga Nacional de Honduras.

## Afición
Al ser el club de La Policía de Honduras, varios de sus aficionados son Oficiales de Policía y estudiantes de la ANAPO, también la ciudad en general lo apoya.

## Estadio
El club hace de Local en el Estadio Roberto Suazo Córdova de la ciudad de La Paz, con Capacidad de 25,000 espectadores.

## Uniforme
- Uniforme titular: Camiseta celeste, pantalón blanco, medias blancas.
- Uniforme alternativo: Camiseta azul profundo con difuminado amarillo, pantalón azul profundo, medias azul profundo.

### Indumentaria y Patrocinadores
| Período         | Proveedor   |
| --------------- | ----------- |
| 2024 - Presente | Gocas Sport |

| Período         | Patrocinador                                   |
| --------------- | ---------------------------------------------- |
| 2024 - 2025     | Econo                                          |
| 2025 - Presente | Econo Banco Atlántida AVIS Pinturas Americanas |

## Escudo
El molde del escudo es el mismo que el de la Policía Nacional de Honduras con ligeras modificaciones.
En la parte superior se encuentra la leyenda Honduras, a los lados una rama de olivo y en la parte inferior el nombre del club. En el centro se encuentra la mascota del equipo, un pastor alemán, perro utilizado en la policía y la leyenda k9.

## Jugadores

### Plantilla 2025
- Los equipos hondureños están limitados a tener en la plantilla un máximo de cinco jugadores extranjeros.

### Altas Apertura 2025
| Altas             |               |                 |              |
| Jugador           | Posición      | Procedencia     | Tipo         |
| Rafael Agámez     | Delantero     | Suchitepéquez   | Libre        |
| Kevin Álvarez     | Delantero     | Agente libre    | Agente libre |
| Antonio Polidoro  | Defensa       | Agente libre    | Agente libre |
| Valerio Marinacci | Defensa       | Rieti           | Libre        |
| Ronaldo Balanta   | Portero       | Atlético Junior | Traspaso     |
| Jeffry Miranda    | Mediocampista | Marathón        | Libre        |